# Урочище «Сморжівське»
Уро́чище «Сморжі́вське» — заповідне урочище (лісове) в Україні. Розташоване в межах Рівненського району Рівненської області, неподалік від села Сморжів. 
Площа 6,2 га. Статус надано згідно з рішенням облвиконкому від 18.06.1991 року № 98. Перебуває у віданні ДП «Клеванський лісгосп» (Сморжівське л-во, кв. 14, вид. 19). 
Статус надано для збереження частини лісового масиву з високопродуктивними насадженнями бука лісового, дуба звичайного, модрини європейської. Зростають також осика, сосна звичайна. У домішку ялина європейська, береза повисла, дуб червоний, граб звичайний. 
Трав'яний покрив утворює анемона дібровна, копитняк європейський, гравілат міський, чина весняна, веснівка дволиста, одинарник європейський та інші види. 
З фауни трапляються заєць сірий, лисиця, куниця лісова, вивірка звичайна, мишак жовтогорлий. З птахів водяться сойка, дятел звичайний, повзик, синиця велика, дрізд чорний, дрізд співочий та інші. Є поселення борсуків (вид, занесений до Червоної книги України).